# برادر شیطان
برادر شیطان (انگلیسی: The Devil's Brother) یک فیلم کمدی آمریکایی است که در سال ۱۹۳۳ منتشر شد.

## بازیگران
- استن لورل
- اولیور هاردی
- دنیس کینگ
- تلما تاد
- جیمز فینلیسون
- لوسیل براون
- هنری آرمتا
- لین چندلر
- نینا کوارترو
- ویلفرد لوکاس
- جیمز سی. مورتون
- جان کوالن
- لئو وایت
- جک هیل
- کی دسلیس
- مت مک‌هیو
- آرتور استون
- تاینی سندفورد
- آرتور پیرسون
- بروکس بندیکت